# Pseudexechia hamulata
Pseudexechia hamulata är en tvåvingeart som först beskrevs av Paul Lackschewitz 1937.  Pseudexechia hamulata ingår i släktet Pseudexechia och familjen svampmyggor. Inga underarter finns listade i Catalogue of Life.